# Torre de Monsanto
Torre de Monsanto – wieżowiec w Oeiras, przedmieściu Lizbony, w Portugalii. Budynek został ukończony w 2001 roku. Ma 17 kondygnacji i 120 metrów wysokości, co czyni go najwyższym budynkiem w całej Portugalii.